# Marguerite de Clare (1293-1342)
Pour les articles homonymes, voir Marguerite de Clare.
Titres
Dame de Tonbridge
15 novembre 1317 – 9 avril 1342
(24 ans, 4 mois et 25 jours)
Comtesse de Gloucester
16 mars 1337 – 9 avril 1342
(5 ans et 24 jours)
Baronne Audley
20 novembre 1317 – 9 avril 1342
(24 ans, 4 mois et 20 jours)
Comtesse de Cornouailles
2 novembre 1307 – 19 juin 1312
(4 ans, 7 mois et 17 jours)
Marguerite de Clare (12 octobre 1293 – 9 avril 1342), suo jure 11e dame de Tonbridge, est une femme de la noblesse anglaise du XIVe siècle. Issue de la puissante famille de Clare, elle est la deuxième fille de Gilbert de Clare, 7e comte de Gloucester et 6e comte de Hertford, et de Jeanne d'Angleterre, ce qui fait d'elle une des petites-filles du roi Édouard Ier d'Angleterre. Marguerite joue dès l'avènement de son oncle Édouard II en 1307 un rôle d'importance, puisqu'elle est mariée à Pierre Gaveston, 1er comte de Cornouailles et favori du nouveau roi, afin de l'intégrer au sein de la famille royale. Les faveurs démesurées dont bénéficie Gaveston suscitent pourtant la colère du baronnage anglais et Marguerite se retrouve veuve en 1312 à la suite de l'exécution de son époux par des barons en rébellion contre le roi.
Malgré cette issue tragique, Édouard II n'oublie pas l'avantage que peut lui procurer le remariage de sa nièce, qui est en outre devenue l'héritière d'un tiers du prestigieux héritage de la famille de Clare à la suite de la mort sans postérité de son frère Gilbert en 1314. De ce fait, il choisit en 1317 de lui faire épouser un de ses nouveaux favoris, le baron Hugh Audley. Mais l'ascension dans les faveurs du roi d'Hugues le Despenser pousse bientôt Marguerite et son époux à rallier la fronde baronniale. Ayant soutenu une rébellion infructueuse contre le roi et son favori en 1322, le couple est incarcéré. Les époux sont finalement libérés à la chute d'Édouard II en 1326 et servent par la suite loyalement son successeur Édouard III, ce dont ils sont récompensés entre autres par l'élévation d'Hugh Audley au titre de comte de Gloucester en 1337.

## Biographie

### Famille, jeunesse et premier mariage
Marguerite de Clare naît le 12 octobre 1293, à Tonbridge dans le Kent. Elle est la deuxième des trois filles de Gilbert de Clare, 7e comte de Gloucester et 6e comte de Hertford, et de Jeanne d'Angleterre, une des filles du roi Édouard Ier d'Angleterre,. Son père Gilbert, l'un des nobles les plus riches et les plus puissants d'Angleterre à la fin du XIIIe siècle, meurt dès 1295, alors que Marguerite a à peine deux ans. Elle grandit avec ses sœurs Éléonore et Élisabeth et son frère aîné Gilbert. Sa mère se remarie dès 1297 avec Raoul de Monthermer et lui donne quatre enfants, mais on ignore s'ils ont été élevés aux côtés des enfants du premier lit de Jeanne. La mère de Marguerite meurt le 23 avril 1307 et, par conséquent, son fils Gilbert lui succède dans les comtés de Gloucester et de Hertford. L'enfance de Marguerite de Clare est extrêmement vague, tout comme celle de ses deux sœurs. Tout juste peut-on supposer que leur grand-père Édouard désire les marier à des hauts seigneurs du royaume d'Angleterre, comme il l'a lui-même fait avec ses propres filles. Ainsi, l'aînée des filles de Clare, Éléonore, se marie le 26 mai 1306, à l'âge de 13 ans, avec Hugues le Despenser, héritier de multiples seigneuries en Angleterre et dont le père homonyme a servi Édouard lors de diverses missions diplomatiques.
Le 7 juillet 1307, le roi Édouard Ier meurt après une longue maladie et est remplacé par son seul fils Édouard II. Le nouveau monarque s'empresse de rappeler d'exil son compagnon d'armes et ami Pierre Gaveston, qu'Édouard Ier avait exilé le 26 février de la même année. Il lui remet le titre prestigieux de comte de Cornouailles, lui accorde un important revenu et lui fait épouser à Berkhamsted le 2 novembre suivant sa nièce Marguerite de Clare,, alors âgée de 14 ans. Les époux ont vraisemblablement une dizaine d'années d'écart. Selon la chronique contemporaine Vita Edwardi Secundi, ce mariage est arrangé par le roi « afin de renforcer Piers [Gaveston] et de l'entourer d'amis ». En effet, cette union permet au comte de Cornouailles d'obtenir l'appui de son nouveau beau-frère, le comte de Gloucester. Il semblerait d'ailleurs que le mariage résulte d'un accord conclu entre le roi et son neveu Gilbert de Clare qui, en échange de sa bénédiction, reçoit la promesse de recevoir rapidement la jouissance de ses terres, alors qu'il n'a pas encore atteint sa majorité de 21 ans. Les noces donnent lieu à un tournoi fastueux tenu par Gaveston le 2 décembre 1307 au château de Wallingford. Édouard se montre généreux envers sa nièce et lui fait don d'un palefroi et de nombreux bijoux, d'une valeur totale estimée à 30 livres.

### Relations avec Pierre Gaveston
Les historiens actuels ont tendance à dépeindre Marguerite comme victime des abus de Gaveston, qui n'est sous le règne d'Édouard Ier qu'un petit seigneur gascon et accroît nettement ses revenus grâce à son mariage. Natalie Fryde décrit la comtesse de Cornouailles dans Tyranny and Fall of Edward II comme « tragiquement mariée à Gaveston », tandis que la biographe Frances Underhill déclare que « Piers a été dépeint de manière si défavorable qu'il est facile de supposer que sa veuve n'a ressenti que du soulagement [à sa mort], bien qu'elle ait peut-être eu honte de son exécution ». Il n'existe pourtant aucune preuve que le mariage de Pierre et de Marguerite ait été malheureux, en dépit des rumeurs persistantes qui font état de relations sexuelles entre Édouard II et son favori et de l'existence d'au moins une fille illégitime de Pierre, prénommée Amie. Au contraire, Marguerite de Clare accompagne son époux en exil en Irlande en juin 1308 lorsque celui-ci est banni d'Angleterre face aux pressions de la noblesse sur le roi, alors que la décision ne concerne que Pierre et que les barons anglais ne cherchent qu'à écarter le favori détesté et non à s'en prendre à son épouse, qui est petite-fille et nièce de rois et également sœur d'un des plus puissants magnats du royaume. Le séjour du comte et de la comtesse de Cornouailles en Irlande dure jusqu'en juin 1309, date à laquelle Édouard II parvient à négocier avec l'opposition le retour de Gaveston en Angleterre.
Malgré son retour triomphal en Angleterre, Pierre Gaveston continue à s'attirer l'inimitié des barons du royaume en raison de son arrogance. Il s'absente pendant près d'un an en Écosse, où il affronte aux côtés d'Édouard II et du comte de Gloucester entre septembre 1310 et août 1311 le roi Robert Bruce. De son côté, Marguerite de Clare accompagne son époux jusqu'à Berwick, où elle s'établit alors avec sa cousine Jeanne de Bar, comtesse de Surrey. En novembre 1311, les barons publient des Ordonnances afin de réformer le gouvernement royal et renouvellent une troisième fois l'exil de Gaveston, cette fois-ci perpétuel. Le lieu d'exil de Gaveston reste inconnu : il est possible qu'il n'ait même pas quitté l'Angleterre et soit demeuré incognito en Cornouailles. Vers la Noël 1311, Édouard emmène sa nièce Marguerite, alors enceinte de Pierre, à York. La comtesse de Cornouailles reçoit de plus des présents de la part de la reine Isabelle de France, l'épouse du roi. Édouard et Marguerite sont rejoints au début de l'année 1312 par Pierre : la raison de son retour si rapide peut avoir été la naissance imminente de son héritier. Marguerite donne naissance à une fille, Jeanne, vers le 12 janvier 1312,, dont le baptême quelques semaines plus tard est fastueusement célébré sur ordre du roi. Toutefois, Pierre Gaveston est traqué au cours des mois suivants par les barons furieux de son retour illégal, séparé d'Édouard et sommairement exécuté le 19 juin 1312 sur leur ordre.

### Veuvage et second mariage
Édouard II est anéanti par les nouvelles de la mort de Gaveston et accorde sa protection à sa veuve. Il lui remet un important douaire, dont le revenu annuel est de 2 000 marcs, l'intègre dans sa propre retenue et paie la totalité de ses dépenses. Il lui promet également de marier dignement sa fille Jeanne, qui est envoyée au prieuré d'Amesbury pour y être élevée. Marguerite accompagne son oncle lors de ses multiples voyages au sein du royaume, notamment entre Londres et York à l'été 1316. Par déférence, le roi nomme en 1313 sa nièce shérif du Rutland, où elle détient plusieurs possessions, dont le château d'Oakham. Deux ans après la mort de son époux Pierre, Marguerite devient l'une des trois cohéritières de son frère Gilbert, tué en juin 1314 lors de la bataille de Bannockburn face aux Écossais, malgré la fausse grossesse que feint la veuve du comte Maud de Burgh. Comme sa nièce est désormais l'une des plus riches héritières du royaume, Édouard envisage très rapidement de la remarier à un haut seigneur d'Angleterre et la garde à ses côtés, car il redoute qu'elle soit enlevée comme sa sœur Élisabeth, victime d'un rapt par le baron Théobald II de Verdun en février 1316. Finalement, le choix du souverain se porte sur le baron Hugh Audley.
Hugh Audley est un chevalier entré au service d'Édouard II depuis au moins novembre 1311 qui a su progressivement gagner les faveurs royales, avant de devenir un de ses favoris au cours de l'année 1316. Le mariage de Marguerite et de Hugh, négocié par le roi, a lieu au château de Windsor le 28 avril 1317. Les deux conjoints mènent par la suite un train de vie somptueux : on sait, grâce à leurs comptes, qu'ils ont en janvier 1320 à leur service 96 personnes et 42 chevaux et résident l'essentiel de leur temps dans leur manoir de Tonbridge dans le Kent. En effet, en novembre 1317, le Parlement a statué sur l'héritage de Gilbert de Clare et attribué à Marguerite, outre Tonbridge, Thornbury dans le Gloucestershire, Gwynllŵg dans les Marches galloises et enfin un tiers du comté de Kilkenny en Irlande. Vraisemblablement entre début 1318 et fin 1322, Marguerite met au monde une fille, Marguerite. Les marques de bonté de la part du roi envers les époux ne les empêchent pas d'être vulnérables face aux pressions de leur beau-frère Hugues le Despenser, époux d'Éléonore. Ce dernier supplante Audley dans les faveurs royales à la fin de 1318 et tente de lui extorquer une partie de ses propriétés. Ainsi, il s'empare de Gwynllŵg à ses dépens. Mécontent de cette situation, Audley s'allie avec les membres de l'opposition baronniale et prend les armes en mai 1321.

### Réclusion, libération et dernières années
La rébellion des barons des Marches galloises est temporairement fructueuse, puisque les insurgés parviennent à occuper l'intégralité des possessions d'Hugues le Despenser et à contraindre Édouard II de prononcer son bannissement perpétuel en août 1321. Toutefois, le roi rappelle son favori et part en campagne contre les rebelles dès le mois de décembre de la même année. Hugh Audley est lui-même capturé après la victoire royaliste de Boroughbridge en mars 1322 et n'est sauvé de l'exécution que grâce à l'intercession en sa faveur de son épouse Marguerite auprès d'Édouard. Ce dernier est néanmoins courroucé et fait emprisonner Hugh à Wallingford, tandis que Marguerite est recluse avec sa fille Marguerite au prieuré de Sempringham dans le Lincolnshire, où elles demeurent toutes deux jusqu'à la fin du règne d'Édouard. Pendant son confinement, sa fille aînée Jeanne Gaveston meurt à Amesbury le 13 janvier 1325, alors que le roi d'Angleterre projetait de la marier à John de Multon. Hugh Audley s'évade de sa prison de Nottingham courant 1326, l'année même où Édouard et Despenser sont renversés par la reine Isabelle de France et son amant Roger Mortimer. Marguerite est libérée de Sempringham à l'automne de la même année et retourne vivre dans ses possessions avec son époux.
En dépit de l'exécution de Despenser en 1326, puis de la destitution d'Édouard II par le Parlement l'année suivante, Hugh Audley et Marguerite de Clare ne tardent pas à rompre avec l'administration d'Isabelle et Mortimer. Audley rejoint le soulèvement d'Henri de Lancastre en 1328 et, à la suite de son échec, est condamné à une amende colossale de 10 000 livres en 1329. La chute d'Isabelle et Mortimer en 1330, suivie de la prise du pouvoir par Édouard III, l'exempte de devoir acquitter cette dette. Marguerite et Hugh mènent ensuite une existence discrète sous le règne d'Édouard, même si Hugh participe à plusieurs missions diplomatiques et expéditions militaires au nom du nouveau souverain. En février 1336, leur fille et unique héritière Marguerite est enlevée et épousée de force par le baron Ralph de Stafford, qui convoite son riche héritage. Les époux font part de leur mécontentement au roi mais ce dernier soutient officieusement Stafford, qui est un de ses proches amis. Pour les apaiser, Édouard recrée en compensation le titre de comte de Gloucester, éteint depuis 1314, en faveur d'Hugh le 16 mars 1337. Retirée dans ses domaines, Marguerite de Clare décède finalement le 9 avril 1342, et est inhumée au prieuré de sa ville natale de Tonbridge, où sa sœur cadette Élisabeth fait prier pour son âme,. Son époux Hugh meurt cinq ans plus tard et est enterré à ses côtés.

## Postérité artistique
Marguerite de Clare apparaît brièvement en tant qu'épouse de Pierre Gaveston dans la pièce historique Édouard II de Christopher Marlowe. Toutefois, elle est déjà décrite comme l'héritière de la famille de Clare, alors qu'elle ne le deviendra historiquement que deux ans après la mort de Gaveston.